# Медаль ордена Креста Витиса
Медаль ордена Креста Витиса (лит. Vyčio Kryžiaus ordino medalis) была учреждена 18 июня 2002 года в соответствии с новым законом о государственных наградах Литвы. Им награждают за отвагу и боевые заслуги, проявленные в боевых условиях. Медалью также награждаются участники сопротивления 1940—1990 годов. Медаль изготавливается на литовском монетном дворе в Вильнюсе. Ленты литовских наград производятся в Копенгагене датской фирмой «Morch and Sons».

## Положение о награде
1. Медалью ордена Креста Витиса награждают за отвагу и подвиги, проявленные в боевых условиях, за твёрдость духа, умелую конспирацию и руководство, выносливость и самопожертвование во время вооружённого или невооружённого сопротивления оккупациям 1940—1990 годов, в борьбе за свободу и независимость Литвы или во время заключения и прочих репрессий, а также за решительность, самопожертвование и верность долгу во время восстановления Литовской государственности в 1988—1990 годах или устраняя угрозу Литовской государственности или целостности после 11 марта 1990 года, за территориальную оборону края, за охрану государственной границы и других важных объектов, за ликвидацию последствий экологических катастроф, стихийных бедствий и аварий, за отвагу при защите общественного порядка, прав и свобод граждан.
2. Медаль ордена Креста Витиса изготавливается из серебра и имеет 36 мм в диаметре. На лицевой стороне медали изображён знак ордена Креста Витиса. На оборотной стороне медали — дубовая ветвь, надпись «За отвагу» и дата учреждения медали «2002». Медаль крепится к ленте ордена Креста Витиса, которая имеет ширину 32 мм.